# Fractura de Le Fort
Una fractura de Le Fort es una fractura transfacial típica de la parte media de la cara, que involucra el hueso maxilar y las estructuras circundantes en dirección horizontal, piramidal o transversal.
La característica distintiva de las fracturas de Lefort es una  separación pterigomaxilar traumática, que significa fracturas entre las placas pterigoideas, protuberancias óseas en forma de herradura que se extienden desde el margen inferior del maxilar superior y los senos maxilares. La continuidad de esta estructura es una pieza clave para la estabilidad del centro de la cara, cuya implicación incide en el tratamiento quirúrgico de las víctimas de traumatismos, ya que requiere la fijación a una barra horizontal del hueso frontal. Las placas pterigoideas se encuentran en la parte posterior de la fila dental superior, o cresta alveolar, cuando se observa la cara desde una vista anterior. Las fracturas llevan el nombre del cirujano francés René Le Fort (1869-1951), que descubrió los patrones de fractura examinando las lesiones por aplastamiento en cadáveres.

## Signos y síntomas

### Le Fort I
Ligera inflamación del labio superior, la equimosis está presente en el surco bucal debajo de cada arco cigomático, maloclusión, movilidad de los dientes. El tipo de fracturas por impacto pueden estar casi inmóviles y es sólo al agarrar los dientes maxilares y aplicar un poco de presión firme que se puede sentir una rejilla característica que es el diagnóstico de la fractura. La percusión de los dientes superiores produce un sonido de maceta agrietado. El signo de Guérin está presente caracterizado por equimosis en la región de los vasos palatinos mayores.

### Le Fort II
Edema grueso de tejido blando sobre el tercio medio de la cara, equímosis periorbital bilateral, hemorragia subconjuntival bilateral, epistaxis, rinorrea del líquido cefalorraquídeo, deformidad "cara de plato", diplopía, enoftalmos, signo de Macewen, sonido de olla agrietada.

Deformidad escalonada en el margen infraorbitario, cara media móvil, anestesia o parestesia facial.

### Le Fort III
Edema grueso de tejido blando sobre el tercio medio de la cara, bilateral, hemorragia subconjuntival bilateral, epistaxis, rinorrea del líquido cefalorraquídeo, deformidad "cara de plato", diplopía, enoftalmos, signo de Macewen (sonido de olla agrietada). Deformidad escalonada en el margen infraorbitario, cara media móvil, anestesia o parestesia facial.

Sensibilidad y separación en la sutura frontocigomática, alargamiento de la cara, depresión de los niveles oculares (enoftalmos), ojos encapotados e inclinación del plano oclusal, un plano curvado imaginario entre los bordes de los incisivos y las puntas de los dientes posteriores. Como resultado, hay amordazamiento en el lado de la lesión.

## Diagnóstico

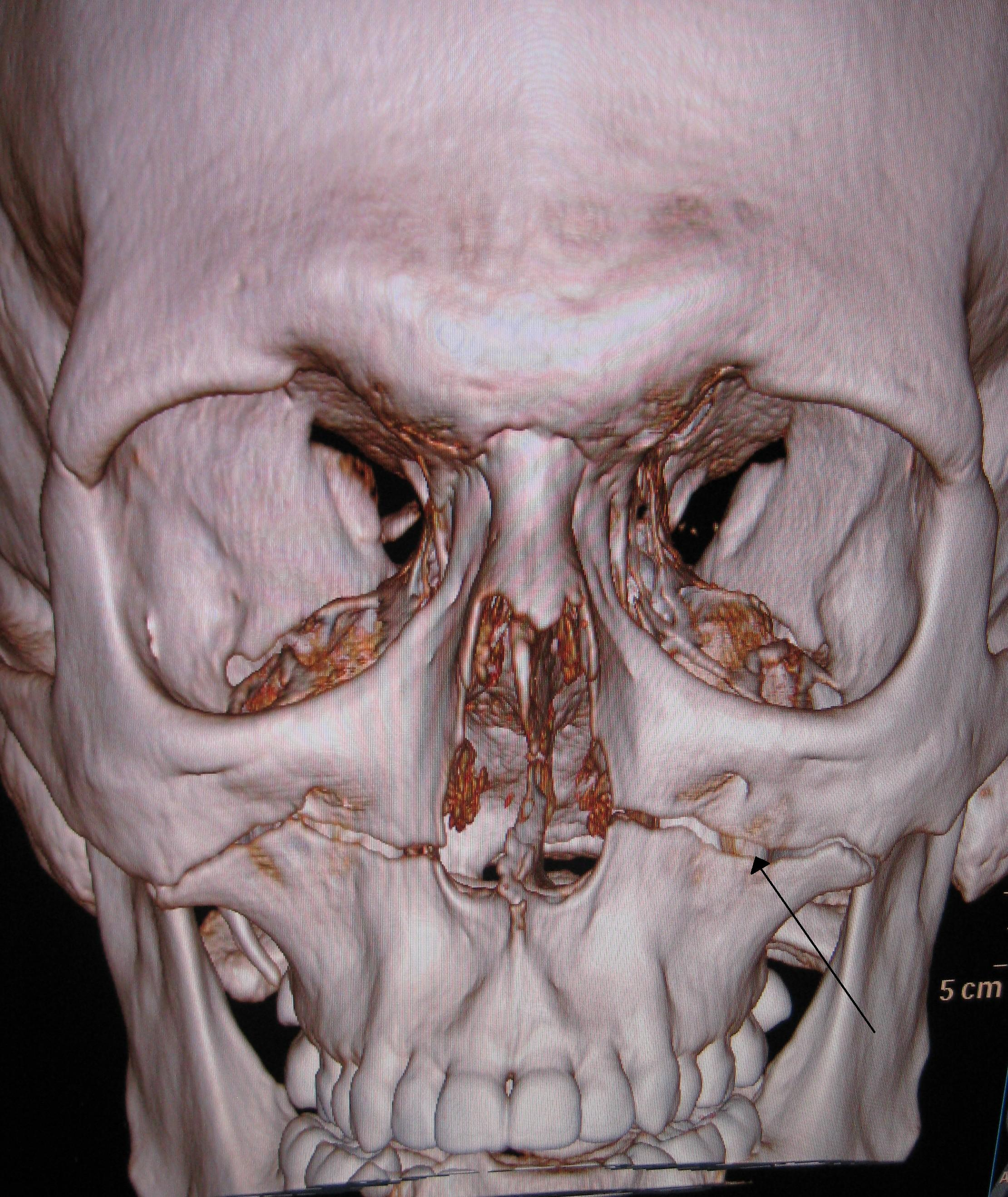
Una reconstrucción de TC 3D que muestra una fractura de Le Fort tipo 1 (la línea de fractura está marcada por una flecha).

El diagnóstico se basa en el examen físico y la historia clínica, en la que, clásicamente, el paladar duro y blando del rostro medio se mueven con respecto al resto de las estructuras faciales. Este hallazgo puede ser inconsistente debido al sangrado e hinchazón de la parte media de la cara que típicamente acompaña a dichas lesiones, por lo que generalmente se necesita confirmación mediante radiografía o tomografía computarizada.

### Clasificación
Hay tres tipos de fracturas de Le Fort. A medida que aumenta la clasificación, el nivel anatómico de la fractura maxilar asciende de inferior a superior con respecto al maxilar:
- Fractura de Le Fort I (horizontal), también conocido como paladar flotante, puede ser el resultado de una fuerza de lesión dirigida hacia abajo en el borde maxilar alveolar, o fila dental superior, en una dirección descendente. El componente clave de estas fracturas, además del implicación de la placa pterigoidea, es la afectación del margen óseo lateral de la abertura nasal. También involucran los contrafuertes medial y lateral, o paredes, del seno maxilar, viajando a través de la cara justo por encima de la cresta alveolar de la fila dental superior. En la línea media, el tabique nasal inferior está comprometido. Históricamente, también ha sido referido como fractura de Guérin, aunque este nombre es menos usado en la práctica.[2]

- Fractura de Le Fort II (piramidal) puede resultar de un golpe en el maxilar inferior o medio. El componente clave de estas fracturas más allá de las fracturas de la placa pterigoidea es la afectación del borde orbital inferior. Cuando se observa de frente, la fractura tiene la forma clásica de una pirámide. Se extiende desde el puente nasal en o por debajo de la sutura nasofrontal a través de la pared media superior del maxilar, inferolateralmente a través de los huesos lagrimales que contienen los conductos lagrimales, y el piso orbital inferior a través o cerca del foramen infraorbitario.[2]

- Fractura de Le Fort III (transversal), también conocida como disociación craneofacial, puede seguir el impacto al puente nasal o al maxilar superior. La característica principal de estas fracturas, más allá de la implicación de las placas pterigoideas, es que invariablemente involucran el arco cigomático o hueso de la mejilla. Estas fracturas comienzan en las suturas nasofrontales y frontomaxilares y se extienden posteriormente a lo largo de la pared medial de la órbita, a través de la ranura nasolacrimal y senos etmoidales. El hueso esfenoides se engrosa posteriormente, limitando la extensión de la fractura en el canal óptico. Por el contrario, la fractura continúa a lo largo del piso orbital y la fisura infraorbital, continuando a través de la pared orbital lateral hasta la unión zigomaticofrontal y el arco cigomático. Dentro de la nariz, la fractura se extiende a través de la base de la placa perpendicular de los senos etmoidales, el vómer, que son parte del tabique nasal. Al igual que con las otras fracturas, también implica la unión de los pterigoides con los senos maxilares. La rinorrea del líquido cefalorraquídeo, o fuga del líquido cargado de nutrientes que riega el cerebro, se observa más comúnmente con estas lesiones debido a la ruptura de los senos etmoidales, ya que los senos etmoidales se localizan inmediatamente debajo de la base del cráneo.[2][5]

## Tratamiento
El tratamiento es quirúrgico, y por lo general se puede realizar una vez que las lesiones potencialmente mortales se estabilizan, para permitir que el paciente sobreviva a la anestesia general necesaria para la reestructuración ortopédica invasiva.

Primero se utiliza una barra frontal, que se aplica al hueso frontal engrosado por encima de las suturas frontonasales y del borde orbital superior. 
Los huesos faciales se suspenden de la barra mediante reducción abierta y fijación interna con placas y tornillos de titanio, y cada fractura se fija, primero en su anclaje superior a la barra, y luego en el anclaje inferior al hueso desplazado.

Para la estabilidad, la sutura zigomaticofrontal es usualmente reemplazada primero, y el paladar y la cresta alveolar son usualmente fijadas al final.

Por último, después de estabilizar los contrafuertes maxilares horizontales y verticales, las fracturas orbitales se arreglan al final.